# 多用途直升機

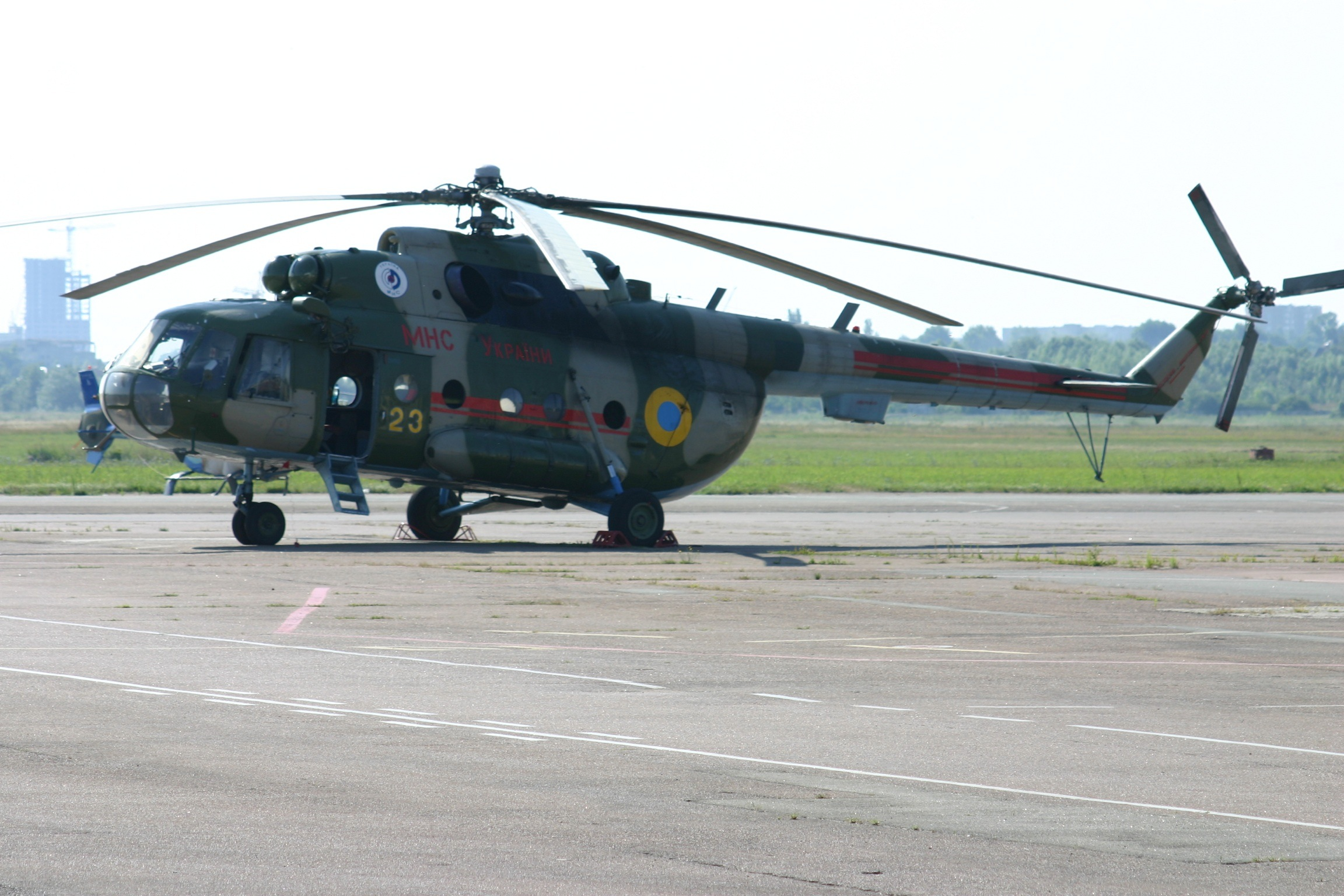
一架烏克蘭空軍的Mi-8直升機。

通用直升機是一種具備多種用途的直升機，亦稱為多用途直升機。

多用途軍用直升機可以兼任攻擊和運輸的角色，執行對地攻擊（如密接支援、反裝甲）、空中突擊 、戰術空運 、傷員後送  等任務。

## 外部連結
- 维基共享资源上的相關多媒體資源：多用途直升機